# Cyclosa ojeda
Espèce
Cyclosa ojeda est une espèce d'araignées aranéomorphes de la famille des Araneidae.

## Distribution
Cette espèce est endémique de Curaçao aux Antilles.

## Description
La femelle holotype mesure 7,7 mm.

## Étymologie
Cette espèce est nommée en l'honneur d'Alonso de Ojeda.

## Publication originale
- Levi, 1999 : The Neotropical and Mexican Orb Weavers of the genera Cyclosa and Allocyclosa (Araneae: Araneidae). Bulletin of the Museum of Comparative Zoology, vol. 155, p. 299-379 (texte intégral).